# Anisodes sanguinata
Anisodes sanguinata là một loài bướm đêm trong họ Geometridae.